# 土肥親真
土肥 親真（どい ちかざね）は、戦国時代の武将。越中国の土豪。上杉氏の家臣。但馬守。
土肥氏は桓武平氏の流れをくみ、相模国土肥郷に在したことに始まる。後に越中国の地頭職として配されている。氷見地方に勢力を持った「真」を通字とする土肥一族が知られており、親真はその係累と考えられる。
天正5年（1577年）の『上杉家家中名字尽』には、越中国衆の筆頭として上杉家中の列に加わっており、同年上杉謙信の能登侵攻に従軍し、畠山春王丸の篭る七尾城攻めに参加。その後末森城を与えられた。なお、能登畠山氏の家臣とする説もあるが、畠山家臣として活動したことを示す史料は残っていない。
天正8年（1580年）。加賀国の一向一揆を殲滅した織田氏家臣・柴田勝家らの侵攻を受けると降伏。織田氏に属することとなり、末森城主の座に留まった。能登国が前田利家に与えられると、長連龍らと共に与力として配された。なお、このころに利家の妻・まつ（芳春院）の姪の娘である末守殿を妻に迎えた。
天正11年（1583年）、賤ヶ岳の戦いで先鋒として出陣し、討死。